# Maggie's Plan
Maggie's Plan is een Amerikaanse film uit 2015, geschreven en geregisseerd door Rebecca Miller. De film ging in première op 12 september op het 40ste Internationaal filmfestival van Toronto.

## Verhaal
Maggie (Greta Gerwig) heeft nog nooit langer dan zes maanden een relatie gehad en wil graag een kind. Ze besluit via een spermadonor haar doel te bereiken. Maar dan wordt ze verliefd op John (Ethan Hawke), een academicus die ongelukkig getrouwd is met Georgette (Julianne Moore). Dit is het begin van een complexe liefdesverhouding tussen Maggie, John en zijn echtgenote.

## Rolverdeling
| Acteur         | Personage |
| -------------- | --------- |
| Greta Gerwig   | Maggie    |
| Julianne Moore | Georgette |
| Ethan Hawke    | John      |
| Bill Hader     | Tony      |
| Maya Rudolph   | Felicia   |
| Travis Fimmel  | Guy       |